# Nie mydło, nie granat
Nie mydło, nie granat – piąty album zespołu Toples wydany w kwietniu 2002 roku w firmie fonograficznej Green Star. Płyta zawiera 16 piosenek, w tym jeden z największych przebojów grupy - "Sąsiadka" i dwa mixy. Do czterech utworów z tej płyty zrealizowano teledyski - "Nie mydło, nie granat", "Płyniesz w moich żyłach" oraz "Sąsiadka". Były emitowane głównie w Polsacie i Polsacie 2.
Muzykę i słowa do wszystkich utworów napisał lider i wokalista grupy - Marcin Siegieńczuk

## Lista utworów
1. W elektrobicie (3:11)
2. Gdzie jesteś dzisiaj? (4:32)
3. ... nie mydło, ... nie granat (4:33)
4. Płacz, pozbądź się łez (4:01)
5. Niepotrzebny krzyk (4:41)
6. To nasze lato 2002 (3:07)
7. Płyniesz w moich żyłach (4:43)
8. Sąsiadka (3:21)
9. I'll be yours (Będę twój) (4:53)
10. Gorące słońce (3:56)
11. Nasza muzyka (4:37)
12. Memu życiu sensu brak (4:25)
13. Ostatni raz (3:38)
14. Robimy rząd i s...y stąd (3:59)
15. Speed mix (9:43)
16. Slow mix (12:05)

## Aranżacje utworów
- Tomasz Sidoruk - utwory: 2, 3, 5, 8, 9, 11, 12, 14
- Marek Zrajkowski i Ernest Sienkiewicz - utwory: 4, 7
- Tomasz Ring - utwory: 6, 10
- Janusz Bronakowski (MC BRONX) - utwór 1
- Paweł Turowski - utwór 13

## Dodatkowe informacje
Realizacja całości materiału: Tomasz Sidoruk
Zdjęcia: Piotr Kuźma